# Maribel Guardia
Maribel del Rocío Fernández García (San José, 29 maggio 1959) è un'attrice e modella costaricana, che vive e lavora in Messico.
Fu incoronata Miss Costa Rica 1978, e rappresentò la propria nazione sia a Miss Mondo 1978 che a Miss Universo 1978. In occasione di Miss Universo, la modella ricevette il riconoscimento speciale di Miss Photogenic.
Dopo essersi trasferita in Messico nel 1980, Maribel Guardia intraprese la carriera di attrice di telenovela e di cantante. La Guardia ha quindi recitato al fianco di numerosi celebri attori della scena televisiva messicana, come Andrés García, Saul Lisazo e Joan Sebastian. Con quest'ultimo soprattutto recitò in quello che è forse il ruolo più importante nella sua carriera, Tú y yo. Maribel Guardia e Joan Sebastian furono sposati per cinque anni ed ebbero un figlio insieme. Nel 2007 In 2007, è stata inserita nel libro Televisa Presenta, un'enciclopedia sulle telenovele messicane.
Come cantante, Maribel Guardia, è un'interprete del genere musicale norteña. Nel 1988 ha pubblicato il suo primo album, eponimo, pubblicato dalla Melody Records.. Nel 2008 è stato pubblicato un nuovo disco, il cui primo singolo estratto, intitolato De Pecho A Pecho è stato scritto dal compositore nicaraguense Hernaldo Zúñiga. Nel 2010 la EMI Music ha pubblicato il suo terzo lavoro Move You On - Muévete.

## Filmografia parziale
- Seminatori di morte (Matanza en Matamoros), regia di José Luis Urquieta (1984)